# La Union (província)
La Union é um província de  primeira classe de renda da província (d) na região Região de Ilocos (Região I), nas Filipinas. De acordo com o censo de 1 de maio  de  2020 possui uma população de 822 352 pessoas e 174 096 domicílios.
A sua capital é San Fernando.

## Subdivisões
Municípios
- Agoo
- Aringay
- Bacnotan
- Bagulin
- Balaoan
- Bangar
- Bauang
- Burgos
- Caba
- Luna
- Naguilian
- Pugo
- Rosario
- San Gabriel
- San Juan
- Santo Tomas
- Santol
- Sudipen
- Tubao

Cidades
- San Fernando